# فرانك زيدلر
فرانك بول زيدلر (بالإنجليزية: Frank Paul Zeidler)‏ (20 سبتمبر 1912 - 7 يوليو 2006) سياسيّ اشتراكي أمريكي وعمدة مدينة ميلووكي في ولاية ويسكونسن، حكم فترة ثلاث ولايات من 20 أبريل 1948 حتّى 18 أبريل 1960. اعتُبِر زيدلر، كونه عضوًا في الحزب الاشتراكي الأمريكي، أحدث عمدة اشتراكي على مستوى المدن الأمريكية الكبرى.

## النشأة والحياة المهنية
وُلد زيدلر في ميلووكي في 20 سبتمبر عام 1912. درس في كل من جامعتي شيكاغو وماركيت، لكنه لم يستطع التخرج بسبب تدهور وضعه الصحي. أصبح اشتراكيًّا  نتيجة تركيز الاشتراكية على السلام وتحسين ظروف العمال. صرّح زيدلر في مقابلة له أن السبب وراء اختياره أيديولوجية الاشتراكية في عام 1933 كان «المبادئ العديدة في فلسفتها. مثل تآخي الناس في جميع أنحاء العالم، ونضالها من أجل السلام. والتوزيع المتساوي للثروات الاقتصادية. وفكرة التعاون، وأخيرًا فكرة التخطيط الديمقراطي من أجل تحقيق غاياتك. كانت تلك أفكار جيدة». نأى بنفسه عن معتقدات الشيوعيّة، وخاصة الشيوعيّة المرتبطة بشكلٍ أو بآخر بالاتحاد السوفيتي. في الواقع، كان (وما زال) من اللوثريين النشطين، وهو التزام ديني رأى فيه استكمالاً  لنشاطه الاشتراكي عوضًا عن مناقضته.  غير أنّه في وقت لاحق، نَسَب الفضل في تبنيّه الاشتراكية إلى قراءة الأدب اليساري، الذي تمثّل في معظمه بمؤلفات يوجين ف. ديبس ونورمان توماس خلال فترة الكساد العظيم.
أصبح زيدلر عضوًا نشطًا في رابطة الشباب الاشتراكي (واي بي إس إل)، وفرع الشباب في الحزب الاشتراكي الأمريكي، وأصبح لاحقًا زعيماً لفرع ميلووكي للصقور الحُمْر خلال ثلاثينيّات القرن الماضي.

## الانتخابات
انتُخِب زيدلر في مقاطعة ميلووكي عام 1938 ليكون مُشرِفًا على خط اقتراع الحزب التقدّمي (كان الحزب الاشتراكي والتقدّمي في تلك الفترة ضمن ائتلاف واحد في ميلووكي). انتخِب زيدلر في عام 1941 ليشغل منصب إدارة مجلس التعليم في ميلووكي (مكتب غير حزبي) لولاية مدتها ست سنوات، وذلك بعد انتخاب شقيقه كارل زيدلر عمدةً لمدينة ميلووكي عام 1940. عام 1942، كان فرانك زيدلر المرشّح الاشتراكي لحاكم ولاية ويسكونسن، إذ حصل على 1.41% من الأصوات في سباق سداسي. أعيد انتخابه لمجلس التعليم في ميلووكي عام 1947.
بعد عامين على توليّه منصبه، تطوًع كارل زيدلر في القوات البحرية في أوج الحرب العالمية الثانية. قُتل كارل في البحر عندما فقدت سفينته وأصبح بطلاً محليًا، ما ساعد على تمهيد الطريق لشقيقه الأصغر ليتسلم منصب العمدة. في عام 1948، ترشح فرانك زيدلر لمنصب الحاكم ضمن ميدان مزدحم ضمَّ أربعة عشر مرشحًا وتمكن من الفوز بدون شكّ بمساعدة اسم عائلته المعروف. كان عدد المرشحين كبيرا بسبب رفض العمدة جون بون السعي لإعادة انتخابه عام 1948. وكان من بين المرشحين في ذلك العام المحامي هنري س. روس، وهو ديمقراطي فاز لاحقًا في انتخابات مجلس الكونغرس عام 1954. أعيد انتخاب زيدلر في عامي 1952 و 1956، لكنه رفض السعي للحصول على فترة ولاية أخرى في عام 1960، بسبب أسباب صحية.
كان زيدلر عمدة ميلووكي الاشتراكي الثالث (بعد إميل سيدل [1910-1912] ودانييل هوان [1916-1940])، ما جعل ميلووكي أكبر مدينة أمريكية تنتخب ثلاثة اشتراكيين لمناصبها العليا.

## رئاسة البلدية
في ظلّ إدارة فرانك زيدلر، نمت ميلووكي صناعياً ولم تحتَجْ أبدًا إلى اقتراض أموال بهدف سداد القروض. خلال تلك الفترة، ضاعفت ميلووكي حجمها تقريبًا عن طريق حملة تَوسِعَة عنيفة بضمّ المناطق المتاخمة لها وغير الخاضعة لمدن أو بلديات أخرى، حيث ضُمّت أجزاء كبيرة من بلدة ليك ومعظم بلدة غرانفيل إلى المدينة. جرى تحسين نظام الحدائق. قاد زيدلر حملة تخطيط وبناء أول نظام للطرق السريعة في ميلووكي، ثُمّ أولى الأمر إلى مقاطعة ميلووكي في عام 1954. يدّعي أحد مؤيدي نظام النقل أن زيدلر دائمًا ما أكّد على أن نظام الطرق السريعة المتوقّع في ميلووكي، كان من المفترض أن يكون قد انتُهي من بنائه وأن القدرة التنافسية للمدينة قد انخفضت نتيجة الفشل بإكمال النظام المخطط له.
لم تكن خطط زيدلر للمدينة سوى نجاحًا جزئيًّا. تضاعفت مساحة ميلووكي عبر سياسة ضمّ البلدات المجاورة، وشهدت انخفاضًا طفيفًا في عدد السكان خلال فترة من التدهور الحضري الأمريكي الذي بدأ في الستينيّات واستمر حتى عام 1990. قاوم قاطنو الضواحي والحكومات سياسة الضمّ بشدة وأصبحت سياسات ميلووكي الإقليمية متعصّبة إلى حد كبير. ادّعى المحامي الذي رفع دعوى لمنع عملية الضمّ أن زيدلر قد زرع أجهزة تنصّت في مكتبه. صرّح زيدلر الغاضب من معارضة خططه، في عام 1958 قائلًا: «تتشاور المدينة مع حكومات الضواحي، لكننا لا نعتقد بوجود سبب لوجودهم».
واجه زيدلر قضية العلاقات العرقية المحيّرة، حيث تضاعف عدد سكان ميلووكي من الأمريكيين الأفارقة ثلاث مرات خلال خمسينيّات القرن الماضي. أيّد زيدلر حركة الحقوق المدنية بشدة وحاول خصومه استغلال ذلك لصالحهم. نشر أعداء زيدلر السياسيون شائعات كاذبة مفادها أن زيدلر قد وضع لوحات إعلانية في الجنوب يطلب فيها من السود القدوم إلى الشمال. تعرّض العديد من العمّال في ميلووكي للتهديد لدعمهم زيدلر. حتى أن أحد المصانع هدّد بطرد الموظفين ممّن صوتوا لصالح زيدلر. ذكر زيدلر أسباب عدم ترشحه لإعادة الانتخاب في عام 1960المتمثّلة بوضعه الصحي السيّئ بالإضافة إلى قضية الأعراق.

## بعد مغادرة منصبه
عمل فرانك زيدلر بعد مغادرة منصبه كوسيط وكمدير للتنمية في كلية ألفيرنو، وخدم في ظلّ إدارة جون دبليو. رينولدز الحاكم لولاية ويسكونسن. بصفته رئيس لجنة القطّاع العام، كان زيدلر ناقدًا متكررًا وشديدًا لخَلَفه «هنري ماير». أيّد أيضًا عددًا من المحاولات الفاشلة لهزيمة ماير في الانتخابات التالية.
لعب زيدلر دورًا فعالاً في إعادة تشكيل الحزب الاشتراكي في الولايات المتحدة الأمريكية عام 1973، وشغل منصب الرئيس الوطني لسنوات عديدة. وكان مرشّح الحزب للرئاسة في عام 1976، وحصل على عشرة صناديق اقتراع. ضَمّ الحزب نحو 400 - 600 عضو على مستوى البلاد في تلك الفترة. وافق زيدلر على الترشّح بعد رفض الأعضاء البارزون الآخرون في الحزب الاشتراكي الأمريكي. حصد هو وزميله المُرشّح «جيه. كوين بريسبن » 63838 صوتًا، من بينها 2500  صوت في مقاطعة ميلووكي، ويسكونسن.
في 26 يوليو 2004، ظهر زيدلر في المؤتمر الوطني لحزب الخضر لعام 2004 في ميلووكي للترحيب بمندوبي المؤتمر.
تُوفيّ في 7 يوليو 2006، ودُفِن في مقبرة «فورِست هوم» في ميلووكي. حُفظت وثائقه لرئاسة البلدية وأوراقه الشخصية في مكتبة ميلووكي العامة إلى جانب وثائق شقيقه كارل زيدلير، بالإضافة إلى عدة صناديق إضافية من أوراقه محفوظة في مكتبة غولدا ماير بجامعة ويسكونسن - ميلووكي.

## الكتابة والمنح الدراسية
ألّفَ زيدلر العديد من الكتب التي لم تقتصر فقط على أطروحات حول حكومة البلدية  وقانون العمل والاشتراكية وتاريخ ميلووكي، ولكن احتوت على الشعر وأعاد صياغة أربعة من مسرحيات شكسبير إلى اللغة الإنجليزية الحديثة وقصص الأطفال. نُشرت مذكراته لعام 1961 عن فترته بمنصب العمدة، تحت عنوان « أليبيرال إن سيتي غافرمينت» في عام 2005 من قبل دار ميلووكي للنشر محدودة المسؤولية، وهي شركة محلية أُسِّست لهذا الهدف. في 13 يونيو 1958، كان زيدلر أول شخص ينال الدكتوراه الفخرية من جامعة ويسكونسن - ميلووكي التي ترعى الآن جائزة «فرانك ب. زيدلر الدولية لطلاب الدراسات العليا»، وهي منحة دراسية تتيح لباحث غير أمريكي الدراسة للحصول على درجة الماجستير في التاريخ الأمريكي في جامعة ويسكونسن- ميلووكي. ترعى «جمعية ويسكونسن لتاريخ العمّال» أيضًا منحة «فرانك ب. زيدلر الجامعيّة السنوية» لدراسة فرع تاريخ العمّال. توجد المؤلّفات التاريخية الخاصة بمكتبة ميلووكي العامة في قِسْم فرانك ب. زيدلر للعلوم الإنسانية المُسمّى تيمّنًا به . في 21 مايو 2006، نال درجة الدكتوراه الفخرية في الآداب الإنسانية من جامعة كاردينال ستيتش في ميلووكي.

## جين زيدلر
ابنة زيدلر، جين زيدلر، شغلت منصب عمدة بلدية ويليامزبرغ في ولاية فرجينيا، من عام 1998 حتى تقاعدها عام 2010 .